# Liste der dänischen Abgeordneten zum EU-Parlament (1989–1994)
Die Liste der dänischen Abgeordneten zum EU-Parlament (1989–1994) listet alle dänischen Mitglieder des 3. Europäischen Parlaments nach der Europawahl in Dänemark 1989.

## Mandatsstärke der Parteien
- VEL: 1
- SOC: 4
- RBW: 4
- LDR: 3
- EVP: 2
- ED: 2

- SPE: 3
- Grüne: 1
- RBW: 4
- LDR: 2
- NI: 2
- EVP-ED: 4

| Nationale Partei                | Mandate              | Fraktion |
| ------------------------------- | -------------------- | --- |
| Socialdemokraterne (A)          | 4                    | Sozialistische Fraktion (SOC)Fraktion der Sozialdemokratischen Partei Europas (SPE) (ab 21. April 1993)                                |
| Socialdemokraterne (A)          | 3 (ab 17. Dez. 1992) | Sozialistische Fraktion (SOC)Fraktion der Sozialdemokratischen Partei Europas (SPE) (ab 21. April 1993)                                |
| Folkebevægelsen mod EU (N)      | 4                    | Regenbogenfraktion (RBW) |
| Folkebevægelsen mod EU (N)      | 1 (ab 1. Jan. 1993)  | Regenbogenfraktion (RBW) |
| JuniBevægelsen (J)              | 3 (ab 1. Jan. 1993)  | Regenbogenfraktion (RBW) |
| Venstre (V)                     | 3                    | Liberale und Demokratische Reformfraktion (LDR)                                                                                        |
| Venstre (V)                     | 2 (ab 6. Dez. 1993)  | Liberale und Demokratische Reformfraktion (LDR)                                                                                        |
| Det Konservative Folkeparti (C) | 2                    | Fraktion der Europäische Demokraten (ED)Fraktion der Europäischen Volkspartei und europäischer Demokraten (EVP-ED) (ab 1. Mai 1992)    |
| Centrum-Demokraterne (M)        | 2                    | Fraktion der Europäischen Volkspartei (EVP)Fraktion der Europäischen Volkspartei und europäischer Demokraten (EVP-ED) (ab 1. Mai 1992) |
| Socialistisk Folkeparti (F)     | 1                    | Fraktion der Vereinigten Europäischen Linken (VEL)Fraktion Die Grünen im Europäischen Parlament (Grüne) (ab 1. Juli 1992)              |
| Parteilose Abgeordnete (Unabh.) | 1 (ab 6. Dez. 1993)  | Fraktionslose Abgeordnete (NI) |
| Parteilose Abgeordnete (Unabh.) | 2 (ab 17. Dez. 1993) | Fraktionslose Abgeordnete (NI) |
| Gesamt                          | 16                   | |

## Abgeordnete
| Bild | MEP                   | Lebens- daten | von           | bis              | Partei  | Fraktion   | Anmerkungen                                        |
| ---- | --------------------- | ------------- | ------------- | ---------------- | ------- | ---------- | -------------------------------------------------- |
|      | Birgit Bjørnvig       | 1936–2015     | 25. Juli 1989 | 18. Juli 1994    | NJ      | RBW        | Parteiwechsel am 1. Januar 1993                    |
|      | Freddy Blak           | 1945          | 25. Juli 1989 | 18. Juli 1994    | A       | SOC/SPE    |                                                    |
|      | Jens-Peter Bonde      | 1948–2021     | 25. Juli 1989 | 18. Juli 1994    | NJ      | RBW        | Parteiwechsel am 1. Januar 1993                    |
|      | Frode Christensen     | 1948          | 25. Juli 1989 | 18. Juli 1994    | M       | EVP/EVP-ED |                                                    |
|      | Ib Christensen        | 1930–2023     | 25. Juli 1989 | 18. Juli 1994    | N       | RBW        |                                                    |
|      | Ejner Christiansen    | 1932–2007     | 25. Juli 1989 | 18. Juli 1994    | AUnabh. | SOC/SPENI  | Partei- und Fraktionsaustritt am 17. Dezember 1992 |
|      | John Iversen          | 1954          | 25. Juli 1989 | 18. Juli 1994    | F       | VELGrüne   | Fraktionswechsel am 1. Juli 1992                   |
|      | Erhard Jakobsen       | 1917–2002     | 25. Juli 1989 | 28. Februar 1994 | M       | EVP/EVP-ED | Nachrücker: Arne Melchior                          |
|      | Kirsten Jensen        | 1961          | 25. Juli 1989 | 18. Juli 1994    | A       | SOC/SPE    |                                                    |
|      | Marie Jepsen          | 1940–2018     | 25. Juli 1989 | 18. Juli 1994    | C       | EDEVP-ED   | Fraktionswechsel am 1. Mai 1992                    |
|      | Niels Kofoed          | 1929–2018     | 25. Juli 1989 | 18. Juli 1994    | V       | LDR        |                                                    |
|      | Arne Melchior         | 1924–2016     | 1. März 1994  | 18. Juli 1994    | M       | EVP/EVP-ED | Nachgerückt für Erhard Jakobsen                    |
|      | Tove Nielsen          | 1941          | 25. Juli 1989 | 18. Juli 1994    | V       | LDR        |                                                    |
|      | Klaus Riskær Pedersen | 1955          | 25. Juli 1989 | 18. Juli 1994    | VUnabh. | LDRNI      | Partei- und Fraktionsaustritt am 6. Dezember 1993  |
|      | Christian Rovsing     | 1936          | 25. Juli 1989 | 18. Juli 1994    | C       | EDEVP-ED   | Fraktionswechsel am 1. Mai 1992                    |
|      | Joanna Rønn           | 1947          | 25. Juli 1989 | 18. Juli 1994    | A       | SOC/SPE    |                                                    |
|      | Ulla Sandbæk          | 1943          | 25. Juli 1989 | 18. Juli 1994    | NJ      | RBW        | Parteiwechsel am 1. Januar 1993                    |